# His Nemesis
His Nemesis è un cortometraggio muto del 1912 prodotto e diretto da Thomas H. Ince. Distribuito dalla Film Supply Company, il film aveva come interpreti Francis Ford, J. Barney Sherry, Anna Little e Mildred Harris.

## Produzione
Il film fu prodotto dalla 101-Bison e dalla New York Motion Picture.

## Distribuzione
Il film - un cortometraggio di una bobina - uscì nelle sale cinematografiche statunitensi il 3 luglio 1912, distribuito dalla Film Supply Company.